# Tiziano Ferro
Tiziano Ferro (Latina, 21 de febrer de 1979) és un cantautor italià.
Debutà l'any 2001 gràcies al seu disc Rosso relativo, amb què va arribar a tenir un gran èxit a Europa, principalment a Espanya i al seu propi país, Itàlia. Posteriorment, la seva popularitat arribaria a Llatinoamèrica en llançar el seu disc en castellà. El 2003 llançà 111 (Centoundici) i el 2006, Nessuno è solo: tots dos han venut milions de còpies arreu del món. El seu quart àlbum, Alla mia età fou llançat al novembre de 2008.
Després de Ricky Martin, Tiziano Ferro és una de les altres personalitats en parlar públicament de la seva homosexualitat, tal com ho declarà a la revista Vanity Fair el 6 d'octubre de 2010. No només és famós a la seva Itàlia natal, sinó en alguns països d'Amèrica Llatina, Europa i Síria.

## Discografia

### Senzills
- 2001 - Xdono (Perdona)
- 2001 - L'Olimpiade (La Olimpiada)
- 2002 - Imbranato (Alucinado)
- 2002 - Rosso relativo (Rojo relativo)
- 2002 - Le cose che non dici (Las cosas que no dices)
- 2003 - Xverso (Perverso)
- 2003 - Sere nere (Tardes negras)
- 2004 - Non me lo so spiegare (No me lo puedo explicar)
- 2004 - Universal Prayer, amb Jamelia
- 2004 - Ti voglio bene (Desde mañana no lo sé)
- 2005 - Mi credo (amb Pepe Aguilar)
- 2006 - Stop! Dimentica (Stop! Olvídate)
- 2006 - Ed ero contentissimo (Y estaba contentísimo)
- 2007 - Ti scatterò una foto (Te tomaré una foto)
- 2007 - E Raffaella è mia (Y Raffaella es mía)
- 2007 - E fuori è buio (Y está oscuro)
- 2008 - Alla mia età (A mi edad)
- 2009 - Il regalo più grande (El regalo más grande), amb Amaia Montero a Espanya, i amb Anahí i Dulce María a Amèrica Llatina
- 2009 - Breathe Gentle, amb Kelly Rowland
- 2009 - indietro a itàlia
- 2011 - La differenza tra me e te a itàlia

### Àlbums
| - Rosso Relativo (2001, italià) 1. Le cose che non dici 2. Rosso relativo 3. Xdono 4. Imbranato 5. Di più 6. Mai nata 7. Primavera non è più 8. Il confine 9. Boom boom 10. L'olimpiade 11. Soul-dier 12. Il bimbo dentro | - Rojo Relativo (2002, castellà) 1. Las cosas que no dices 2. Rojo relativo 3. Perdona 4. Alucinado 5. Y más 6. Si no hubiera nacido 7. Primavera nunca fue 8. El confín 9. Boom Boom 10. La Olimpiada 11. Soul-Dier 12. Il Bimbo Dentro 13. Xdono (pista bonus, versió en italià) 14. Imbranato (pista bonus, versió en italià) 15. Rosso relativo (pista bonus, versió en italià)                                 |
| - 111 Centoundici (2003, italià) 1. Centoundici 2. Xverso 3. Sere nere 4. Ti voglio bene 5. In bagno in aereoporto 6. Non me lo so spiegare 7. Mia nonna 8. 10 piegamenti! 9. Temple bar 10. Giugno '84 11. Eri come l'oro e ora sei come loro 12. Chi non ha talento insegna 13. 13 Anni | - 111 Ciento Once (2003, castellà) 1. Ciento once 2. Perverso 3. Tardes negras 4. Ti voglio bene (versió en espanyol) 5. En el baño del aeropuerto 6. No me lo puedo explicar 7. Mi abuela 8. 10 piegamenti! 9. Temple bar 10. Giugno'84 11. Eri come l'oro ora sei come loro 12. Quien no tiene talento enseña 13. 13 años 14. Perdona (pista bonus) 15. Alucinado (pista bonus)                                   |
| - Nessuno è solo (2006, italià) 1. Tarantola d'Africa 2. Ti scatterò una foto 3. Ed ero contentissimo 4. Stop! Dimentica 5. E fuori è buio 6. Salutandotiaffogo 7. E Raffaella è mia 8. La paura che... 9. Baciano le donne (amb Biagio Antonacci) 10. Già ti guarda Alice 11. Mio fratello | - Nadie está solo (2006, castellà) 1. Tarántula de África 2. Te tomaré una foto 3. Y estaba contentísimo 4. Stop! Olvídate 5. Y está oscuro 6. Despidiendoteahogo 7. Y Raffaella es mía 8. El miedo que... 9. Baciano le donne (amb Biagio Antonacci) 10. Già ti guarda Alice 11. Mio fratello 12. Mi credo (amb Pepe Aguilar)                                                                                      |
| - Alla mia età (2008, italià) 1. La tua vita non passerà 2. Alla mia età 3. Il sole esiste per tutti 4. Indietro (amb Ivano Fossati) 5. Il regalo più grande 6. Il tempo stesso (amb Franco Battiato) 7. La paura non esiste 8. La traversata dell'estate 9. Scivoli di nuovo 10. Assurdo pensare 11. Per un po' sparirò 12. Fotografie della tua assenza 13. Breathe Gentle (amb Kelly Rowland) | - A mi edad (2008, castellà) 1. Tu vida no pasará 2. A mi edad 3. El sol existe para todos 4. Breathe Gentle (amb Kelly Rowland) 5. El regalo más grande (amb Anahí, Dulce María) i Amaia Montero 6. Il tempo stesso (amb Franco Battiato) 7. El miedo no existe 8. La traversía del verano 9. Deslizas otra vez 10. Assurdo pensare 11. Per un po' sparirò 12. Fotografias de tu ausencia 13. El regalo más grande |
| - L'amore E' Una Cosa Semplice (2011, italià) 1. Hai delle isole negli occhi 2. L'amore una cosa semplice 3. La differenza tra me e te 4. La fine 5. Smeraldo 6. Interludio: 10.000 scuse 7. L'ultima notte al mondo 8. Paura non ho 9. TVM 10. Troppo buono 11. Quiero vivir con vos 12. Ma so proteggerti 13. Per dirti ciao! 14. Karma (amb John Legend)                                      | |

## Duets i col·laboracions
- "Sulla mia pelle" amb A.T.P.C.
- "Universal prayer" amb Jamelia
- Sere nere amb Liah (en portuguès)
- Mi credo amb Pepe Aguilar
- L'Alfabeto Degli Amanti amb Michele Zarrillo
- Baciano le donne amb Biagio Antonacci
- Pensieri al tramonto amb Luca Carboni
- No me lo puedo explicar/Non me lo so spiegare amb Laura Pausini
- Time Out amb Max Pezzali
- Arrivederci Roma amb Dean Martin
- Questione Di Feeling amb Mina Mazzini
- Sogni Risplendono amb Linea 77
- El regalo más grande amb Amaia Montero (Espanya)
- El regalo más grande amb Anahí i Dulce María (Amèrica Llatina)
- L'amore e basta amb Giusy Ferreri
- Breathe gentle amb Kelly Rowland
- Il Re Di Chi Ama Troppo amb Fiorella Mannoia

## Compositor
- Entro il 23 per Mp2
- Dove il mondo racconta segreti per Michele Zarrillo
- A chi mi dice per Blue
- Dime tú per Myriam Montemayor
- E va be per Syria
- Amaro amarti per Iva Zanicchi
- Non ti scordar mai di me per Giusy Ferreri
- Il Re Di Chi Ama Troppo per Fiorella Mannoia
- Aria Di Vita per Giusy Ferreri

## Premis i reconeixements
- 2002 - Premi al Millor Nou Artista, Premis a la Música Italiana
- 2002 - Premi al Millor Nou Artista, Festivalbar
- 2003 - Nominat al Millor Nou Artista, Grammy Llatí
- 2003 - Nominat com a Millor single, Grammy Alemanya
- 2003 - Nominat com a Millor Nou Artista, Grammy Suècia
- 2004 - Premi al Millor Artista Italià, MTV Europe Music Awards
- 2004 - Nominat com "Cançó Llatina de l'Any" "Solista Llatí de l'Any" "Video Musical de l'Any" "Disc Llatí de l'Any", Premis Orgullosamente Latino 2004
- 2006 - Nominat com a Millor Artista, Premios MTV Latinoamérica
- 2006 - Premi al Millor Artista Masculí, Grammy Mèxic
- 2007 - Ambaixador de Latina, Itàlia al Món.
- 2007 - Premi TRL Award "Hombre del Año", MTV Itàlia
- 2007 - Premi TRL Award "Mejor Llena Plazas", MTV Itàlia
- 2007 - Nominat com "Solista Llatí de l'Any" i "Disc Llatí de l'Any", Premis Orgullosamente Latino 2007
- 2007 - Premi Giffoni Teen Award, categoria Música
- 2007 - Guanya el disc de diamants per 400,000 còpies venudes del disc 'Nessuno è solo'
- 2008 - Premi TRL Award "Hombre del Año", MTV Itàlia
- 2008 - Nominat com "Solista Llatí de l'Any", Premis Orgullosamente Latino 2008
- 2009 - Wind Music Awards pel disc Alla mia età